# Калебас (туманність)
Туманність Калебас або Калабас, також Туманність «Тухле Яйце» (OH 231.84 +4.22)  — протопланетарна туманність протяжністю 1,4 світлових років, розташована на відстані близько 5000 світлових років від Землі в сузір'ї Корми. Назва «туманність Калебас» була вперше запропонована 1989 року в одній з ранніх статей про очікувану динаміку туманності і заснована на її зовнішньому вигляді Туманність майже напевно є членом розсіяного скупчення Мессьє 46, бо має таку ж відстань, променеву швидкість і власний рух.

## Опис

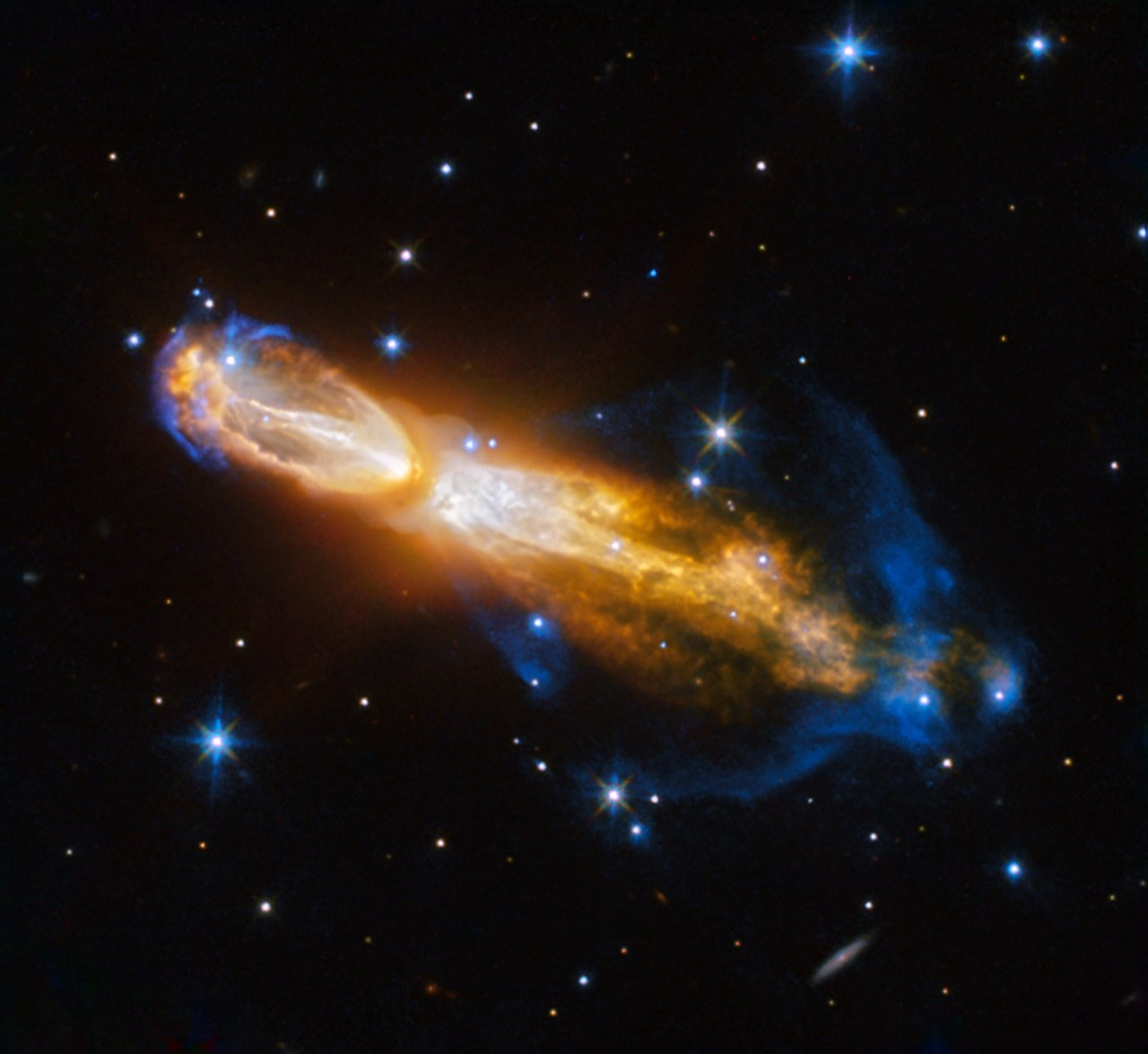
Туманність Калебас показує зорю, яка перетворюється з червоного гіганта на планетарну туманність.

Туманність Калебас демонструє досить рідкісне для спостереження і короткотривале (за астрономічними мірками) явище — перетворення зорі приблизно сонячної маси, яка вже проеволюціонувала до стадії червоного гіганта, на планетарну туманність. Астрономи вважають, що через 1000 років туманність Калебас стане повністю розвиненою планетарною туманністю, в центрі якої швидше за все залишок зорі перетвориться на білий карлик.. Об'єкт іноді називають туманність Тухле яйце, бо він містить відносно велику кількість сірки.
На детальному зображенні НАСА, зробленому за допомогою космічного телескопа Габбл видно  зіткнення газу, які створили надзвукові ударні фронти у вмираючій зорі. Найщільніша частина туманності складається з речовини, що викинута нещодавно центральною зорею й прискорюється в протилежних напрямках. Ця речовина, що на зображенні показана жовтим кольором, викинута зі швидкістю до півтора мільйонів кілометрів на годину. Більша частина первісної маси зорі зараз міститься в цій біполярній газовій конструкції.
Команда іспанських та американських астрономів використовувала космічний телескоп НАСА «Габбл» для вивчення того, як газовий потік врізається у навколишню речовину, показану на фото синім кольором. Вони вважають, що така взаємодія домінує в процесах утворення планетарних туманностей. Завдяки високій швидкості газу утворюються ударні фронти, які нагрівають навколишній газ. Хоча раніші комп'ютерні розрахунки передбачили існування й структуру таких ударних фронтів на теоретичному рівні, попередні спостереження не були здатні надати докази такій теорії.
Для нового зображення Габбла були використані фільтри, які дозволяють пропускати світло тільки від іонізованих атомів водню і азоту. Астрономам вдалося вирізнити найтепліші ділянки газу, нагрітого за рахунок сильних ударних хвиль, і виявити, що вони утворюють складну форму подвійного міхура. Яскраві жовто-оранжеві кольори на знімку показують, як щільний високошвидкісний газ рухається від зорі з надзвуковою швидкістю, розриваючи оточуюче середовище в протилежних напрямках. Сама центральна зоря схована у пиловій смузі в центрі.
Більша частина газового потоку, що спостерігається сьогодні, напевне пов'язана з раптовим прискоренням, яке відбулося всього близько 800 років тому.

## Зйомки наземними інструментами

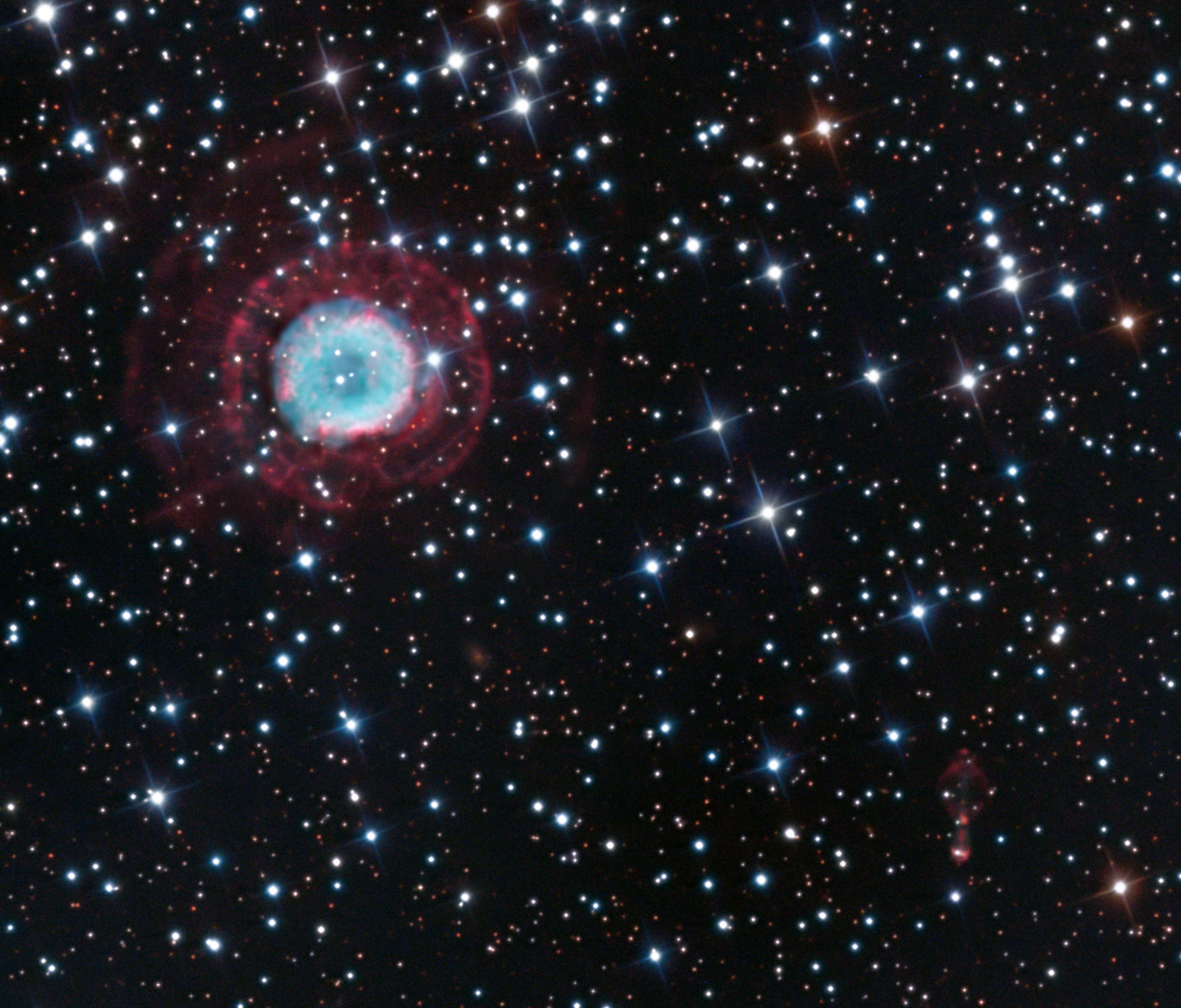
NGC 2438 і туманність Калебас на фото, знятому Маунт Леммон SkyCenter, використовуючи 0,8-метровий телескоп Шульмана.

На зображеннях глибокого космосу широкого поля, туманність Калебас видно поблизу яскравої планетарної туманності NGC 2438. Хоча туманність Калебас перебуває на тій же відстані, що і Мессьє 46, NGC 2438 є більшим об'єктом позаду. 

## Нотатки
1. ^ Радіус = відстань × sin(кутовий розмір / 2) = 5 тис.світлових років * sin(1′ / 2) = 0.7 світлових років
2. ^ 9.47 видима величина - 5 * (log10(1 500 пк відстань) - 1) = -1.4 абсолютна величина